# Global Industrial Defence Solutions
Global Industrial & Defense Solutions (GIDS) es un conglomerado de defensa estatal paquistaní y el mayor fabricante de defensa del país, que ofrece productos para aplicaciones militares. GIDS ha exportado a más de 16 países y actualmente colabora con más de 30 países en todo el mundo.
La cartera de productos de GIDS comprende ofertas en los siguientes dominios:
- Sistemas lanzados desde el aire y defensa aérea
- Sistemas terrestres
- Sistemas Navales
- Sistemas integrados
- Defensa NBC
- Seguridad y protección contra disturbios

GIDS es también el mayor fabricante estatal de vehículos aéreos no tripulados (UAV) de Pakistán y ofrece vehículos aéreos no tripulados tácticos de alcance medio y sistemas VTOL y de lanzamiento manual de corto alcance.
Fundada en 2007, GIDS tiene su sede en Rawalpindi, Pakistán. Según Janes Information Services, es "el mayor fabricante estatal de vehículos aéreos no tripulados de Pakistán". GIDS expone frecuentemente sus productos en exposiciones de armas en Oriente Medio y África. El Sr. Asad Kamal es el director ejecutivo de GIDS. Ha sido reconocido como uno de los 100 directores ejecutivos con mejor desempeño en Pakistán por el CEO Club Pakistan.
GIDS exporta productos de fabricación de defensa paquistaníes a mercados internacionales y actúa como "el medio para ayudar a integrar verticalmente a los clientes en toda la industria de defensa de Pakistán". Fabrica productos como el "Kit de extensión de alcance (REK)" para bombas de uso general de la serie Mark 80.
GIDS también fabrica piezas para los principales tanques de batalla del ejército de Pakistán, como los sistemas integrados de gestión del campo de batalla. En 2015, Foreign Affairs informó que GIDS hizo demostraciones de drones de reconocimiento en ferias de armas en Islamabad. También fabrican cascos balísticos, chalecos antibalas y rodilleras para las Fuerzas Armadas de Pakistán.